# Thimougies
Thimougies est une section de la ville belge de Tournai, située en Région wallonne dans la province de Hainaut.
C'était une commune à part entière avant la fusion des communes de 1977.
Chaque année une célèbre fête y est célébrée le 3e week-end de juin: Art's Thimougies

## Évolution démographique
- Sources : INS, Rem. : 1831 jusqu'en 1970 = recensements, 1976 = nombre d'habitants au 31 décembre.

## Héraldique

Armoiries de Thimougies

En 1940, on accorda à la commune de Thimougies de porter un « bandé de vair et de gueules de six pièces ». Il s'agit des armes de la maison de Longueval.

## Patrimoine et culture

### Patrimoine architectural

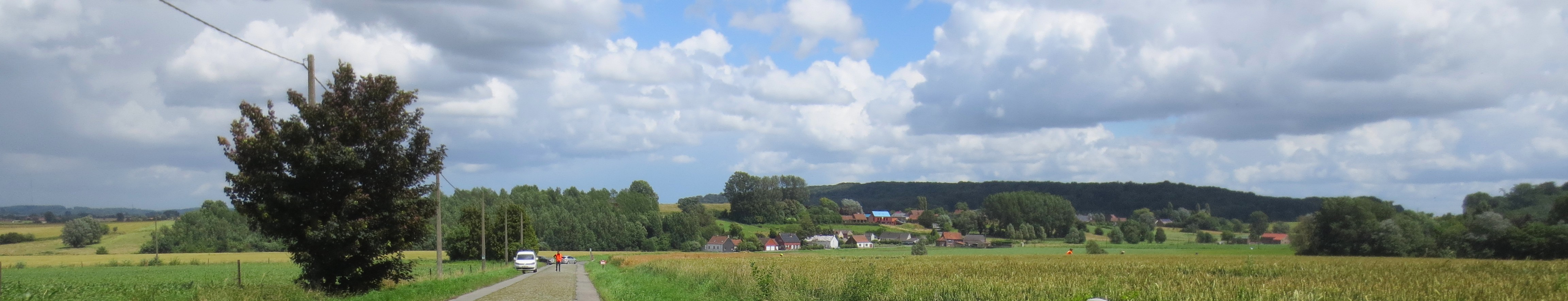
Thimougies.

#### Le moulin à vent

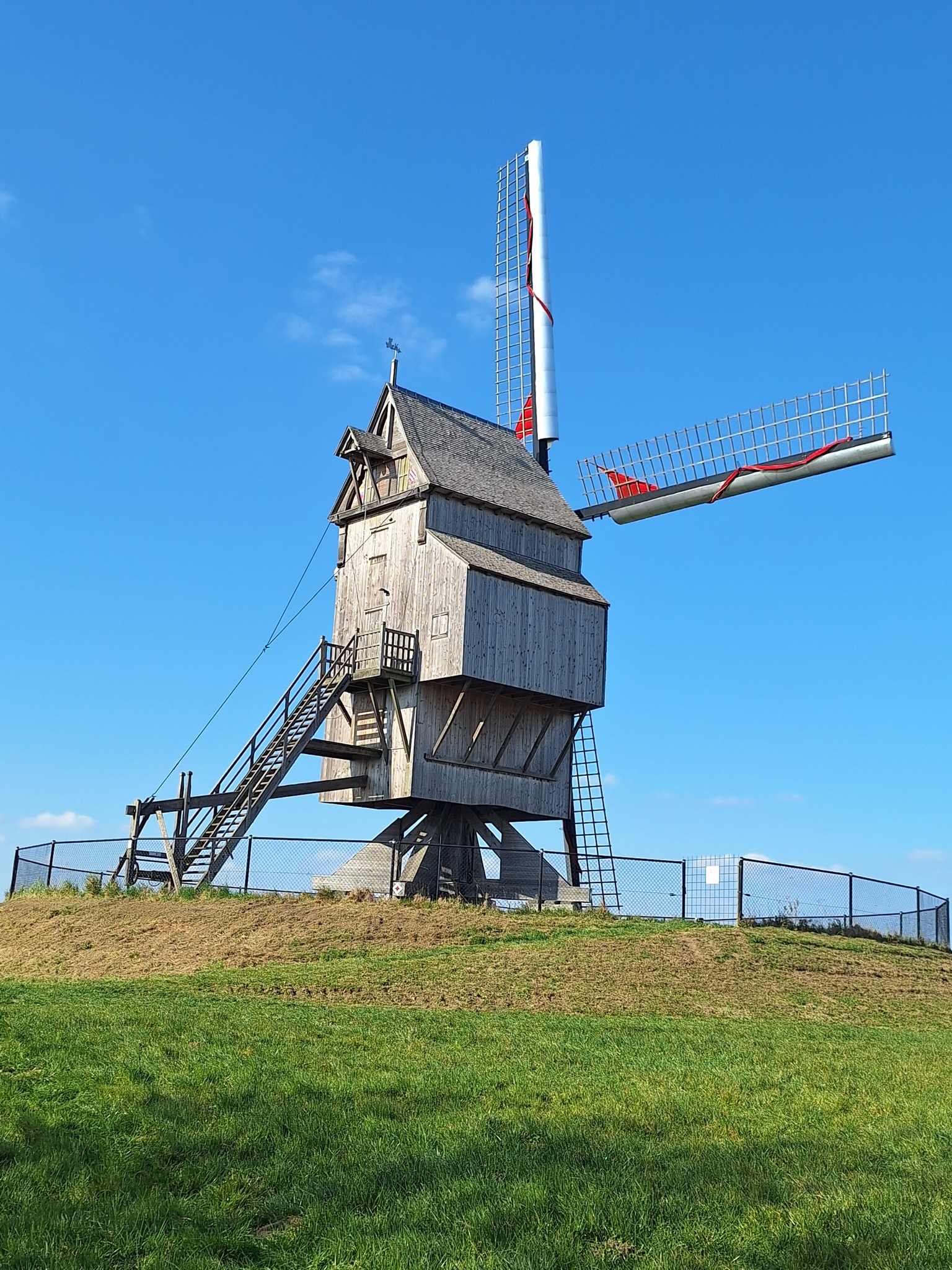
Moulin en 2025
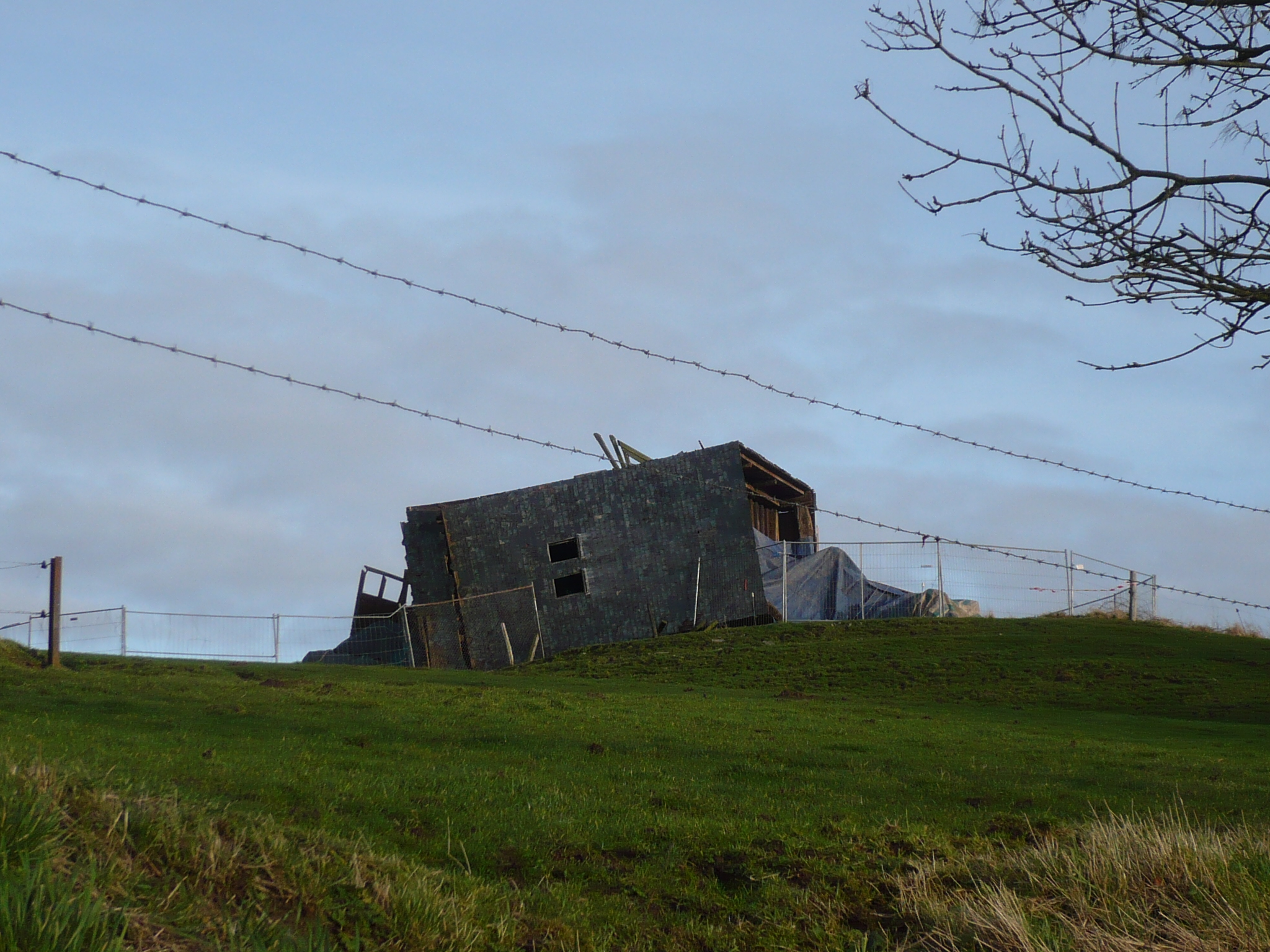
Moulin